# Центральноиранский язык
Центральноиранский язык (диалекты Центрального Ирана, центральные диалекты Ирана, диалекты Центрального Плато) — один из северо-западных иранских языков, распространённый в центральной части Ирана. Представляет собой совокупность диалектов отдельных деревень и городов, разбросанных островками среди персоязычных поселений. Носители этих диалектов считают себя персами, а свои диалекты — персидскими диалектами. Кроме того, на некоторых из центральноиранских диалектах говорят персидские евреи (см. еврейско-иранские языки) и зороастрийцы (наречие дари).

## Распространение
Диалекты Центрального Ирана распространены в центральной части Ирана к югу от Тегерана на довольно обширной территории между городами Кашаном (на севере) и Исфаханом (на юге). С запада эта территория доходит примерно до линии железной дороги Тегеран-Хорремшехр, на востоке — до Большой соляной пустыни (Деште-Кевир). Отдельными оазисами они представлены также на территории самой Большой соляной пустыни и в районе городов Йезд и Керман. Исторически это юго-западная часть древней Мидии.

## Классификация
Диалекты Центрального Ирана близки между собой по характеру грамматического строя и в целом образуют самостоятельный диалектный континуум, не принадлежащий к какому-либо из существующих языков на территории Ирана и за его пределами. В историческом аспекте их считают потомками древнего мидийского языка.
Первый опыт классификации диалектов Центрального Ирана по лингвистическим признакам принадлежит Х. В. Бейли (1933—1935). Позднее эту классификацию принял и поддержал Г. Моргенстьерне (1958). В качестве основного классификационного признака в ней принят характер образования форм презенса. В соответствии с этим признаком диалекты Центрального Ирана делятся на подгруппы:
1. йезди и кермани (вместе называемые дари);
2. наини;
3. натанзи, яран(д)и, фаризанди;
4. сои, кохруди, кешеи, меймеи (и другие диалекты между Кашаном и Исфаханом);
5. хунсари, вонишуни, махаллати;
6. гази, кафрони, седеи, возможно, также зефреи;
7. диалекты Тафриша (вафси, аштияни, кахаки).

Х. Бейли и Г. Моргенстьерн относят к числу диалектов Центрального Ирана также сивенди, но он сильно отличается от остальных диалектов и сейчас обычно выделяется в качестве отдельного языка.
Наиболее популярна сейчас наиболее полная классификация П. Лекока (1989), сделанная по чисто географическому признаку. В ней выделяется 4 группы: северо-западные (к западу от дороги Кум-Исфахан), северо-восточные (между Кашаном и Натанзом), юго-западные (в регионе Исфахана), юго-восточные. В качестве диалектов переходного типа упомянуты диалекты Тефреша и пустыни Деште-Кевир (Большой Соляной пустыни).
Ниже приводится полный перечень центральноиранских диалектов на основе классификации Лекока с некоторым уточнениями и дополнениями.
- Тефрешское наречие (переходные диалекты полосы Хамадан-Саве): диалекты кахаки́, тафриши (тефреши), савеи, аштияни́, амереи, элвири, видери, еврейско-хамаданский, еврейско-нехавендский и еврейско-боруджердский;
  - Особо выделяются группа диалектов вафси (вафси́, чехрегани, горчани, ферки), которые представляют собой смешанную форму речи с центральноиранскими, татско-талышскими и курдскими элементами
- Северо-западное наречие (в основном на западе остана Исфахан между Хонсаром и Гольпайеганом): диалекты баба-султани, бианди, вадашти, вонишуни (ванешани), еврейско-гольпайеганский, куджуни, сунагуни (сангани), тиджани, хунсари (хонсари) и еврейско-хунсарский, хуриссунаи, эросили и несколько отличающийся махаллати (мехеллати) к северу (Центральный остан);
- Северо-восточноенаречие (на севере остана Исфахан между Кашаном и Нетензом): диалекты абузейдабади́, абьанеи́, арани, бади, бадруди́ , бидголи, делиджани, джоушегани (джавшакани), еврейско-кашанский, камуи, кешеи, кохруди, меймеи, натанзи (нетензи), нашалджи (нешледжи), сои (сохи), таки, тари, фаризанди, яранди;
- Юго-западное наречие (в центре остана Исфахан вокруг города Исфахан): диалекты гези (гязи), джаркуяи, зефреи, кефрани (кафрони, кяфрони), кефруди, кухпайеи, нохуджи, рудашти, саджзи (сегзи), седеи (седехи), эрдестани́ (ардистани́) и еврейско-исфаханский;
- Юго-восточная группа включает:
  - наречие дари (габри): диалекты йезди́ и кермани́ (представлены у зороастрийцев Йезда и Кермана),
  - еврейско-йездский и еврейско-керманский диалекты, представленные у евреев Йезда и Кермана) и заметно отличающиеся от диалектов дари;
  - диалекты абчуяи, варзенеи́, кейджани, наини, тудешки, энареки (анареки) на юго-востоке остана Исфахан;
- Деште-кевирское наречие (к югу от пустыни Деште-Кевир или Большой соляной пустыни): диалекты аббасабади, гармаби (гермаби), ираджи, михрджани, фаррохи (фаври), хури (хори), чахмалеки.

Язык таджриши, на котором ещё в середине XX в. говорили в селении Таджриш (позднее вошедшем в черту г. Тегерана (его северная окраина)), возможно был близок центральноиранскому языку. Однако этот вопрос не разработан, так как сохранилось лишь 379 слов и выражений, записанных в фонетической транскрипции В. А. Жуковским в 1899 году. Сейчас его носители, видимо, полностью перешли на персидский язык.
Язык сивенди, на котором говорят в деревне Сивенд к северу от Шираза (остан Фарс), также близок центральноиранским диалектам, но в то же время проявляет достаточное своеобразие, чтобы считать его отдельным языком.

## Названия
Сами носители именуют свои диалекты по названиям местностей, где они представлены: mahallatī́, xunsarī́, käšäī́ и т. д. Исключение составляет дари — диалект зороастрийцев-огнепоклонников Ирана, который также традиционно называют «габри» (gabrī́); название происходит от арамейского גַּבְרָא gaḇrā 'человек; мужчина; муж', в средневековье применявшегося уже исламизированными персами к немусульманам. Сами зороастрийцы называют свой язык darī́, а себя bih-dinan («исповедующие лучшую веру»).